# British Basketball League
British Basketball League (BBL) es el nombre oficial de la Liga británica de baloncesto, la máxima competición entre clubes del baloncesto británico. Fue creada en 1987 y consta en la actualidad de 12 equipos de Inglaterra y Escocia.

## Equipos temporada 2022-23
| Equipo                 | Ciudad              | Pabellón                      | Capacidad |
| ---------------------- | ------------------- | ----------------------------- | --------- |
| Bristol Flyers         | Bristol             | SGS WISE Arena                | 750       |
| Cheshire Phoenix       | Ellesmere Port      | Cheshire Oaks Arena           | 1,400     |
| Glasgow Rocks          | Glasgow             | Emirates Arena                | 6,500     |
| Leicester Riders       | Leicester           | Morningside Arena             | 2,400     |
| London Lions           | Londres             | Copper Box                    | 7.000     |
| Manchester Giants      | Mánchester          | National Basketball Centre    | 2,000     |
| Newcastle Eagles       | Newcastle upon Tyne | Vertu Motors Arena            | 2.800     |
| Plymouth City Patriots | Plymouth            | Plymouth Pavilions            | 1.480     |
| Sheffield Sharks       | Sheffield           | Ponds Forge                   | 1,000     |
| Surrey Scorchers       | Guildford           | Surrey Sports Park            | 970       |
| Worcester Wolves       | Worcester           | University of Worcester Arena | 2,000     |

## Palmarés

### Playoff Finals
| Temporada | Campeón                            | Resultado                          | Subcampeón                         | Sede de la final                       |
| 1987–88   | Livingston                         | 81–72                              | Portsmouth                         | Wembley Arena, Londres                 |
| 1988–89   | Glasgow Rangers                    | 89–86                              | Livingston                         | National Exhibition Centre, Birmingham |
| 1989–90   | Kingston Kings                     | 87–82                              | Sunderland Saints                  | National Exhibition Centre, Birmingham |
| 1990–91   | Kingston Kings                     | 94–72                              | Sunderland Saints                  | National Exhibition Centre, Birmingham |
| 1991–92   | Kingston Kings                     | 84–67                              | Thames Valley Tigers               | Wembley Arena, Londres                 |
| 1992–93   | Worthing Bears                     | 75–74                              | Thames Valley Tigers               | Wembley Arena, Londres                 |
| 1993–94   | Worthing Bears                     | 71–65                              | Guildford Kings                    | Wembley Arena, Londres                 |
| 1994–95   | Worthing Bears                     | 77–73                              | Manchester Giants                  | Wembley Arena, Londres                 |
| 1995–96   | Birmingham Bullets                 | 89–72                              | London Towers                      | Wembley Arena, Londres                 |
| 1996–97   | London Towers                      | 89–88                              | London Leopards                    | Wembley Arena, Londres                 |
| 1997–98   | Birmingham Bullets                 | 78–75                              | Thames Valley Tigers               | Wembley Arena, Londres                 |
| 1998–99   | London Towers                      | 82–71                              | Thames Valley Tigers               | Wembley Arena, Londres                 |
| 1999–00   | Manchester Giants                  | 74–65                              | Birmingham Bullets                 | Wembley Arena, Londres                 |
| 2000–01   | Leicester Riders                   | 84–75                              | Sheffield Sharks                   | Wembley Arena, Londres                 |
| 2001–02   | Chester Jets                       | 93–82                              | Sheffield Sharks                   | Wembley Arena, Londres                 |
| 2002–03   | Scottish Rocks                     | 83–76                              | Brighton Bears                     | National Indoor Arena, Birmingham      |
| 2003–04   | Sheffield Sharks                   | 86–74                              | Chester Jets                       | National Indoor Arena, Birmingham      |
| 2004–05   | Newcastle Eagles                   | 78–75                              | Chester Jets                       | National Indoor Arena, Birmingham      |
| 2005–06   | Newcastle Eagles                   | 83–68                              | Scottish Rocks                     | National Indoor Arena, Birmingham      |
| 2006–07   | Newcastle Eagles                   | 95–82                              | Scottish Rocks                     | Metro Radio Arena, Newcastle upon Tyne |
| 2007–08   | Guildford Heat                     | 100–88                             | Milton Keynes Lions                | National Indoor Arena, Birmingham      |
| 2008–09   | Newcastle Eagles                   | 87–84                              | Everton Tigers                     | National Indoor Arena, Birmingham      |
| 2009–10   | Everton Tigers                     | 80–72                              | Glasgow Rocks                      | National Indoor Arena, Birmingham      |
| 2010–11   | Mersey Tigers                      | 79–74                              | Sheffield Sharks                   | National Indoor Arena, Birmingham      |
| 2011–12   | Newcastle Eagles                   | 71–62                              | Leicester Riders                   | National Indoor Arena, Birmingham      |
| 2012–13   | Leicester Riders                   | 68–57                              | Newcastle Eagles                   | Wembley Arena, Londres                 |
| 2013–14   | Worcester Wolves                   | 90–78                              | Newcastle Eagles                   | Wembley Arena, Londres                 |
| 2014–15   | Newcastle Eagles                   | 96–84                              | London Lions                       | The O2 Arena, Londres                  |
| 2015–16   | Sheffield Sharks                   | 84–77                              | Leicester Riders                   | The O2 Arena, Londres                  |
| 2016–17   | Leicester Riders                   | 84–63                              | Newcastle Eagles                   | The O2 Arena, Londres                  |
| 2017–18   | Leicester Riders                   | 81-66                              | London Lions                       | The O2 Arena, Londres                  |
| 2018–19   | Leicester Riders                   | 93-61                              | London City Royals                 | The O2 Arena, Londres                  |
| 2019–20   | Cancelada por la pandemia COVID-19 | Cancelada por la pandemia COVID-19 | Cancelada por la pandemia COVID-19 | Cancelada por la pandemia COVID-19     |
| 2020–21   | Newcastle Eagles                   | 68–66                              | London Lions                       | Morningside Arena, Leicester           |
| 2021–22   | Leicester Riders                   | 78–75                              | London Lions                       | The O2 Arena, Londres                  |
| 2022–23   | London Lions                       | 88–80                              | Leicester Riders                   | The O2 Arena, Londres                  |
| 2023–24   | London Lions                       | 88–85                              | Cheshire Phoenix                   | The O2 Arena, Londres                  |

## Títulos por club
| Club                                         | Títulos | Años campeón                             | Finalista | Años finalista                     |
| -------------------------------------------- | ------- | ---------------------------------------- | --------- | ---------------------------------- |
| Sunderland Saints / Newcastle Eagles         | 7       | 2005, 2006, 2007, 2009, 2012, 2015, 2021 | 5         | 1990, 1991, 2013, 2014, 2017       |
| Leicester Riders                             | 6       | 2001, 2013, 2017, 2018, 2019, 2022       | 3         | 2012, 2016, 2023                   |
| Glasgow Rangers / Kingston / Guildford Kings | 4       | 1989, 1990, 1991, 1992                   | 1         | 1994                               |
| Worthing Bears / Brighton Bears              | 3       | 1993, 1994, 1995                         | 1         | 2003                               |
| Milton Keynes Lions / London Lions           | 2       | 2023, 2024                               | 5         | 2008, 2015, 2018, 2019, 2021, 2022 |
| Sheffield Sharks                             | 2       | 2004, 2016                               | 3         | 2001, 2002, 2011                   |
| Everton Tigers / Mersey Tigers               | 2       | 2010, 2011                               | 1         | 2009                               |
| London Towers                                | 2       | 1997, 1999                               | 1         | 1996                               |
| Birmingham Bullets                           | 2       | 1996, 1998                               | 1         | 2000                               |
| Scottish Rocks / Glasgow Rocks               | 1       | 2003                                     | 3         | 2006, 2007, 2010                   |
| Chester Jets / Cheshire Phoenix              | 1       | 2002                                     | 3         | 2004, 2005, 2024                   |
| Manchester Giants                            | 1       | 2000                                     | 1         | 1995                               |
| Livingston                                   | 1       | 1988                                     | 1         | 1989                               |
| Worcester Wolves                             | 1       | 2014                                     | -         | –                                  |
| Guildford Heat                               | 1       | 2008                                     | -         | –                                  |
| Thames Valley Tigers                         | -       | –                                        | 4         | 1992, 1993, 1998, 1999             |
| London Leopards                              | -       | –                                        | 1         | 1997                               |
| Portsmouth                                   | -       | –                                        | 1         | 1988                               |

## Estadísticas
Negrita indica jugadores activos en la BBL
| Rk. | Jugador           | Part. | Pts.  |
| --- | ----------------- | ----- | ----- |
| 1   | Peter Scantlebury | 540   | 8,324 |
| 2   | Nigel Lloyd       | 402   | 7,838 |
| 3   | Billy Singleton   | 454   | 6,950 |
| 4   | Mike New          | 431   | 6,000 |
| 5   | Yorick Williams   | 448   | 5,997 |
| 6   | Tony Windless     | 404   | 5,948 |
| 7   | Robert Youngblood | 494   | 5,943 |
| 8   | Russ Saunders     | 241   | 5,855 |
| 9   | Tony Dorsey       | 273   | 5,826 |
| 10  | Tony Holley       | 398   | 5,703 |

| Rk. | Jugador           | Part. | Reb.  |
| --- | ----------------- | ----- | ----- |
| 1   | Tony Holley       | 398   | 3,985 |
| 2   | Billy Singleton   | 454   | 3,460 |
| 3   | Mike New          | 431   | 3,369 |
| 4   | Robert Youngblood | 494   | 3,088 |
| 5   | Jason Siemon      | 353   | 3,057 |
| 6   | Peter Scantlebury | 540   | 3,004 |
| 7   | Fab Flournoy      | 498   | 2,910 |
| 8   | Martin Henlan     | 336   | 2,809 |
| 9   | Shawn Myers       | 305   | 2,674 |
| 10  | Tony Windless     | 404   | 2,577 |

| Rk | Jugador           | Part. | Ast.  |
| -- | ----------------- | ----- | ----- |
| 1  | Nigel Lloyd       | 402   | 1,909 |
| 2  | Russ Saunders     | 241   | 1,665 |
| 3  | Fab Flournoy      | 498   | 1,646 |
| 4  | T.J. Walker       | 241   | 1,541 |
| 5  | Robert Yanders    | 286   | 1,505 |
| 6  | Ronnie Baker      | 539   | 1,469 |
| 7  | Karl Brown        | 392   | 1,293 |
| 8  | Alton Byrd        | 152   | 1,188 |
| 9  | Peter Scantlebury | 540   | 1,046 |
| 10 | Danny Lewis       | 211   | 1,017 |

| Rk | Jugador           | Part. | Rob. |
| -- | ----------------- | ----- | ---- |
| 1  | Fab Flournoy      | 498   | 764  |
| 2  | Nigel Lloyd       | 402   | 722  |
| 3  | Russ Saunders     | 241   | 686  |
| 4  | Billy Singleton   | 454   | 685  |
| 5  | Peter Scantlebury | 540   | 675  |
| 6  | John Tresvant     | 276   | 604  |
| 7  | Jason Siemon      | 353   | 595  |
| 8  | Ronnie Baker      | 539   | 575  |
| 9  | T.J. Walker       | 241   | 566  |
| 10 | Steve Nelson      | 369   | 553  |

Actualizado 20 de septiembre de 2012

## Jugadores célebres
| - Kieron Achara - John Amaechi - Andrew Betts - Karl Brown - Steve Bucknall - Dave Gardner - Trevor Gordon - Chris Haslam - Martin Henlan - Roger Huggins - Colin Irish - Iain MacLean - Richard Midgley - Steve Nelson - Robbie Peers - Peter Scantlebury - Nigel Lloyd | - Greg Francis - Greg Meldrum - Ken Nottage - Ricardo Greer - Pero Cameron - Ted Berry - Flinder Boyd - Jim Brandon - Rod Brown - Michael Jordan - Eric Burks - Alton Byrd - Terry Crosby - Alan Cunningham - Tony Dorsey - Chuck Evans - Kenny Gregory | - Tony Holley - Danny Lewis - James Life - John McCord - Loren Meyer - Terrell Myers - Mike New - Craig Robinson - Dennis Rodman - Russ Saunders - Jason Siemon - Billy Singleton - Andre Smith - Lynard Stewart - Clyde Vaughan - Jerry Williams - Tony Windless - Charles Claxton |